# Терещенко Дмитро Анатолійович
Дмитро Анатолійович Терещенко — старший сержант НГУ, учасник російсько-української війни, який відзначився під час російського вторгнення в Україну.

## Життєпис
Народився 15 вересня 1994.
Випускник Черкаської загальноосвітньої школи № 2 (2012 року).
В 2016 році закінчив навчання в ННІ міжнародних відносин, історії та філософії Черкаського національного університету імені Богдана Хмельницького за спеціальністю «Історія», здобув кваліфікацію вчителя історії. Відразу після закінчення університету, в 2017 році вступив до лав Окремого загону спеціального призначення «Азов».
З 24 лютого 2022 року старший сержант, Дмитро Терещенко у складі ОСЗП «Азов», під командуванням Дениса Прокопенка, брав участь в обороні Маріуполя і прилеглих сіл. Під час оборони міста Маріуполь, отримав осколкове поранення руки.
З травня 2022 по вересень 2024 року перебував в полоні, 14 вересня 2024 року Дмитро Терещенко був звільнений під час одного з обмінів полоненими.

## Нагороди
- орден «За мужність» III ступеня (17.05.2022) — за особисту мужність і самовіддані дії, виявлені у захисті державного суверенітету та територіальної цілісності України, вірність військовій присязі[3].